# Čemerno
Čemerno (cyr. Чемерно) – wieś w Bośni i Hercegowinie, w Republice Serbskiej, w gminie Gacko. W 2013 roku liczyła 40 mieszkańców.